# Euroliga
EuroLiga, oficial Turkish Airlines EuroLeague și anterior numită Cupa Campionilor Europeni (de la crearea sa în 1958 și până în 1991), este o competiție anuală de baschet masculin. Organizată de Euroleague Basketball, este competiția inter-cluburi cea mai prestigioasă din Europa, iar câștigătoarea ei este considerată a fi campioana Europei.
Competiția se desfășoară într-un sistem semi-închis, cu 18 participante dintre care 11 beneficiază de o licență care le asigură participarea pentru mai multe sezoane la rând. FIBA Europe a înființat la concurență  Liga Campionilor la baschet care selecționează echipele în funcție de clasările în competițiile naționale în sezonul precedent.
Competiția se derulează în două faze: un sezon regulat, sub formă de campionat, în care fiecare echipă le întâlnește de câte două ori pe toate celelalte, și un turneu eliminatoriu la care participă primele opt după sezonul regulat. Echipele calificate apoi în semifinale participă la turneul Final Four care are loc într-un singur weekend, într-un singur oraș. 

## Finale
| Sezon     | Finaliste                                    | Finaliste                                    | Finaliste                                    |                                              | Semi-finaliste                               | Semi-finaliste                               |
| Sezon     | Campioana                                    | Scor                                         | Finalista                                    | Locul trei                                   | Locul patru                                  |                                              |
| 1957–58   | ASK Riga                                     | 170–152 (86-81 / 71-84)                      | Akademik                                     | Budapest Honvéd                              | Real Madrid                                  |                                              |
| 1958–59   | ASK Riga                                     | 148–125 (79-58 / 67-69)                      | Akademik                                     | OKK Beograd                                  | Lech Poznań                                  |                                              |
| 1959–60   | ASK Riga                                     | 130–113 (51-61 / 69-62)                      | Dinamo Tbilisi                               | Polonia Warszawa                             | Slovan Orbis Praga                           |                                              |
| 1960–61   | ȚSKA Moscova                                 | 148–128 (87-62 / 66-61)                      | ASK Riga                                     | Real Madrid                                  | Steaua București                             |                                              |
| 1961–62   | Dinamo Tbilisi                               | 90–83                                        | Real Madrid                                  | AŠK Olimpija                                 | ȚSKA Moscova                                 |                                              |
| 1962–63   | ȚSKA Moscova                                 | 259–240 (69-86 / 91-74 / 99-80)              | Real Madrid                                  | Spartak ZJŠ Brno                             | Dinamo Tbilisi                               |                                              |
| 1963–64   | Real Madrid                                  | 183–174 (99-110 / 84-64)                     | Spartak ZJŠ Brno                             | OKK Beograd                                  | Simmenthal Olimpia Milano                    |                                              |
| 1964–65   | Real Madrid                                  | 157–150 (88-81 / 76-62)                      | ȚSKA Moscova                                 | Ignis Varèse                                 | OKK Beograd                                  |                                              |
| 1965–66   | Simmenthal Olimpia Milano                    | 77–72                                        | Slavia Praga                                 | ȚSKA Moscova                                 | AEK Atena                                    |                                              |
| 1966–67   | Real Madrid                                  | 91–83                                        | Simmenthal Olimpia Milano                    | AŠK Olimpija                                 | Slavia Praga                                 |                                              |
| 1967–68   | Real Madrid                                  | 98–95                                        | Spartak ZJŠ Brno                             | Simmenthal Olimpia Milano                    | Zadar                                        |                                              |
| 1968–69   | ȚSKA Moscova                                 | 103–99                                       | Real Madrid                                  | Spartak ZJŠ Brno                             | Standard Liège                               |                                              |
| 1969–70   | Ignis Varèse                                 | 79–74                                        | ȚSKA Moscova                                 | Real Madrid                                  | Slavia Praga                                 |                                              |
| 1970–71   | ȚSKA Moscova                                 | 67–53                                        | Ignis Varèse                                 | Real Madrid                                  | Slavia Praga                                 |                                              |
| 1971–72   | Ignis Varèse                                 | 70–69                                        | Jugoplastika Split                           | Real Madrid                                  | Panathinaikos                                |                                              |
| 1972–73   | Ignis Varèse                                 | 71–66                                        | ȚSKA Moscova                                 | Crvena zvezda                                | Simmenthal Olimpia Milano                    |                                              |
| 1973–74   | Real Madrid                                  | 84–82                                        | Ignis Varèse                                 | Radnički Belgrade                            | AS Berck                                     |                                              |
| 1974–75   | Ignis Varèse                                 | 79–66                                        | Real Madrid                                  | AS Berck                                     | Zadar                                        |                                              |
| 1975–76   | Mobilgirgi Varèse                            | 81–74                                        | Real Madrid                                  | Forst Cantù                                  | ASVEL                                        |                                              |
| 1976–77   | Maccabi Tel Aviv                             | 78–77                                        | Mobilgirgi Varèse                            | ȚSKA Moscova                                 | Real Madrid                                  |                                              |
| 1977–78   | Real Madrid                                  | 75–67                                        | Mobilgirgi Varèse                            | Maccabi Tel Aviv                             | ASVEL                                        |                                              |
| 1978–79   | Bosna                                        | 75–67                                        | Emerson Varèse                               | Maccabi Tel Aviv                             | Real Madrid                                  |                                              |
| 1979–80   | Real Madrid                                  | 89–85                                        | Maccabi Tel Aviv                             | Bosna                                        | Virtus Bologna                               |                                              |
| 1980–81   | Maccabi Tel Aviv                             | 80–79                                        | Virtus Bologna>                              | Nashua Den Bosch                             | Bosna                                        |                                              |
| 1981–82   | Squibb Cantù                                 | 86–80                                        | Maccabi Tel Aviv                             | Partizan                                     | FC Barcelona                                 |                                              |
| 1982–83   | Ford Cantù                                   | 69–68                                        | Billy Olimpia Milano                         | Real Madrid                                  | ȚSKA Moscova                                 |                                              |
| 1983–84   | Virtus Roma                                  | 79–73                                        | FC Barcelona                                 | Jollycolombani Cantù                         | Bosna                                        |                                              |
| 1984–85   | Cibona                                       | 87–78                                        | Real Madrid                                  | Maccabi Tel Aviv                             | ȚSKA Moscova                                 |                                              |
| 1985–86   | Cibona                                       | 94–82                                        | Žalgiris                                     | Olimpia Milano                               | Real Madrid                                  |                                              |
| 1986–87   | Olimpia Milano                               | 71–69                                        | Maccabi Tel Aviv                             | Pau-Orthez                                   | Zadar                                        |                                              |
| 1987–88   | Olimpia Milano                               | 90–84                                        | Maccabi Tel Aviv                             | Partizan                                     | Aris                                         |                                              |
| 1988–89   | Jugoplastika Split                           | 75–69                                        | Maccabi Tel Aviv                             | Aris                                         | FC Barcelona                                 |                                              |
| 1989–90   | Jugoplastika Split                           | 72–67                                        | FC Barcelona                                 | Limoges CSP                                  | Aris                                         |                                              |
| 1990–91   | Pop 84 Split                                 | 70–65                                        | FC Barcelona                                 | Maccabi Tel Aviv                             | Scavolini VL Pesaro                          |                                              |
| 1991–92   | Partizan                                     | 71–70                                        | Joventut Badalona                            | Philips Milano                               | Estudiantes                                  |                                              |
| 1992–93   | Limoges CSP                                  | 59–55                                        | Benetton Treviso                             | PAOK                                         | Real Madrid                                  |                                              |
| 1993–94   | Joventut Badalona                            | 59–57                                        | Olympiacos                                   | Panathinaikos                                | FC Barcelona                                 |                                              |
| 1994–95   | Real Madrid                                  | 73–61                                        | Olympiacos                                   | Panathinaikos                                | Limoges CSP                                  |                                              |
| 1995–96   | Panathinaikos                                | 67–66                                        | FC Barcelona                                 | ȚSKA Moscova                                 | Real Madrid                                  |                                              |
| 1996–97   | Olympiacos                                   | 73–58                                        | FC Barcelona                                 | Union                                        | ASVEL                                        |                                              |
| 1997–98   | Kinder Bologna                               | 58–44                                        | AEK Atena                                    | Benetton Treviso                             | Partizan                                     |                                              |
| 1998–99   | Žalgiris                                     | 82–74                                        | Kinder Bologna                               | Olympiacos                                   | Teamsystem Bologna                           |                                              |
| 1999–2000 | Panathinaikos                                | 73–67                                        | Maccabi Tel Aviv                             | Efes Pilsen                                  | FC Barcelona                                 |                                              |
| 2000–01   | Maccabi Tel Aviv                             | 81–67                                        | Panathinaikos                                | Efes Pilsen                                  | ȚSKA Moscova                                 |                                              |
| 2000–01   | Kinder Bologna                               | 3–2 (65-78 / 94-73 / 80-60 / 79-96 / 82-74)  | Tau Cerámica                                 | Paf Wennington Bologna                       | AEK Atena                                    |                                              |
| 2001–02   | Panathinaikos                                | 89–83                                        | Kinder Bologna                               | Benetton Treviso                             | Maccabi Tel Aviv                             |                                              |
| 2002–03   | FC Barcelona                                 | 76–65                                        | Benetton Treviso                             | Montepaschi Siena                            | ȚSKA Moscova                                 |                                              |
| 2003–04   | Maccabi Tel Aviv                             | 118–74                                       | Skipper Bologna                              | ȚSKA Moscova                                 | Montepaschi Siena                            |                                              |
| 2004–05   | Maccabi Tel Aviv                             | 90–78                                        | Tau Cerámica                                 | Panathinaikos                                | ȚSKA Moscova                                 |                                              |
| 2005–06   | ȚSKA Moscova                                 | 73–69                                        | Maccabi Tel Aviv                             | Tau Cerámica                                 | FC Barcelona                                 |                                              |
| 2006–07   | Panathinaikos                                | 93–91                                        | ȚSKA Moscova                                 | Unicaja Málaga                               | Tau Cerámica                                 |                                              |
| 2007–08   | ȚSKA Moscova                                 | 91–77                                        | Maccabi Tel Aviv                             | Montepaschi Siena>                           | Tau Cerámica                                 |                                              |
| 2008–09   | Panathinaikos                                | 73–71                                        | ȚSKA Moscova                                 | FC Barcelona                                 | Olympiacos                                   |                                              |
| 2009–10   | FC Barcelona                                 | 86–68                                        | Olympiacos                                   | ȚSKA Moscova                                 | Partizan                                     |                                              |
| 2010–11   | Panathinaikos                                | 78–70                                        | Maccabi Tel Aviv                             | Montepaschi Siena                            | Real Madrid                                  |                                              |
| 2011–12   | Olympiacos                                   | 62–61                                        | ȚSKA Moscova                                 | FC Barcelona                                 | Panathinaikos                                |                                              |
| 2012–13   | Olympiacos                                   | 100–88                                       | Real Madrid                                  | ȚSKA Moscova                                 | FC Barcelona                                 |                                              |
| 2013-14   | Maccabi Tel Aviv                             | 98-86                                        | Real Madrid                                  | FC Barcelona                                 | ȚSKA Moscova                                 |                                              |
| 2014-15   | Real Madrid                                  | 78-59                                        | Olympiacos                                   | ȚSKA Moscova                                 | Fenerbahçe                                   |                                              |
| 2015-16   | ȚSKA Moscova                                 | 101-96                                       | Fenerbahçe                                   | Lokomotiv Kuban                              | Laboral Kutxa                                |                                              |
| 2016-17   | Fenerbahçe                                   | 80-64                                        | Olympiacos                                   | ȚSKA Moscova                                 | Real Madrid                                  |                                              |
| 2017-18   | Real Madrid                                  | 85-80                                        | Fenerbahçe                                   | Žalgiris                                     | ȚSKA Moscova                                 |                                              |
| 2018-19   | ȚSKA Moscova                                 | 91-83                                        | Anadolu Efes                                 | Real Madrid                                  | Fenerbahçe                                   |                                              |
| 2019–20   | Sezon anulat din cauza Pandemiei de COVID-19 | Sezon anulat din cauza Pandemiei de COVID-19 | Sezon anulat din cauza Pandemiei de COVID-19 | Sezon anulat din cauza Pandemiei de COVID-19 | Sezon anulat din cauza Pandemiei de COVID-19 | Sezon anulat din cauza Pandemiei de COVID-19 |
| 2020-21   | Anadolu Efes                                 | 86–81                                        | FC Barcelona                                 | Armani Exchange Milano                       | ȚSKA Moscova                                 |                                              |
| 2021-22   | Anadolu Efes                                 | 58–57                                        | Real Madrid                                  | FC Barcelona                                 | Olympiacos                                   |                                              |
| 2022-23   | Real Madrid                                  | 79–78                                        | Olympiacos                                   | AS Monaco                                    | FC Barcelona                                 |                                              |
| 2023-24   | Panathinaikos                                | 95–80                                        | Real Madrid                                  | Olympiacos                                   | Fenerbahçe                                   |                                              |
| 2024-25   | Fenerbahçe                                   | 81–70                                        | Monaco                                       | Olympiacos                                   | Panathinaikos                                |                                              |

## Palmares

### După club
| Poziție | Club              | Campion                                                                                              | Finalist                                                                            |
| ------- | ----------------- | --- | ----------------------------------------------------------------------------------- |
| 1.      | Real Madrid       | 11 1963–64, 1964–65, 1966–67, 1967–68, 1973–74, 1977–78, 1979–80, 1994–95, 2014–15, 2017–18, 2022–23 | 9 1961-62, 1962-63, 1968–69, 1974–75, 1975–76, 1984–85, 2012–13, 2013–14, 2023–24   |
| 2.      | ȚSKA Moscova      | 8 1960–61, 1962–63, 1968–69, 1970–71, 2005–06, 2007–08, 2015–16, 2018–19                             | 6 1964-65, 1969–70, 1972–73, 2006–07, 2008–09, 2011–12                              |
| 3.      | Panathinaikos     | 7 1995–96, 1999–00, 2001–02, 2006–07, 2008–09, 2010–11, 2023–24                                      | 1 2000–01                                                                           |
| 4.      | Maccabi Tel Aviv  | 6 1976–77, 1980–81, 2000–01, 2003–04, 2004–05, 2013–14                                               | 9 1979–80, 1981–82, 1986–87, 1987–88, 1988–89, 1999–2000, 2005–06, 2007–08, 2010–11 |
| 5.      | Varèse            | 5 1969–70, 1971–72, 1972–73, 1974–75, 1975–76                                                        | 5 1970–71, 1973–74, 1976–77, 1977–78, 1978–79                                       |
| 6.      | Olympiacos        | 3 1996–97, 2011–12, 2012–13                                                                          | 6 1993–94, 1994–95, 2009–10, 2014–15, 2016–17, 2022–23                              |
| 7.      | Olimpia Milano    | 3 1965–66, 1986–87, 1987–88                                                                          | 2 1966-67, 1982-83                                                                  |
| 8.      | ASK Riga          | 3 1958, 1958–59, 1959–60                                                                             | 1 1960-61                                                                           |
| 9.      | Split             | 3 1988–89, 1989–90, 1990–91                                                                          | 1 1971–72                                                                           |
| 10.     | FC Barcelona      | 2 2002–03, 2009–10                                                                                   | 6 1983–84, 1989–90, 1990–91, 1995–96, 1996–97, 2020–21                              |
| 11.     | Virtus Bologna    | 2 1997–98, 2000–01                                                                                   | 3 1980–81, 1998–99, 2001–02                                                         |
| 12.     | Fenerbahçe        | 2 2016–17, 2024–25                                                                                   | 2 2015–16, 2017–18                                                                  |
| 13.     | Anadolu Efes      | 2 2020–21, 2021-22                                                                                   | 1 2018–19                                                                           |
| 14.     | Cantù             | 2 1981–82, 1982–83                                                                                   |                                                                                     |
| 15.     | Cibona            | 2 1984–85, 1985–86                                                                                   |                                                                                     |
| 16.     | Dinamo Tbilisi    | 1 1961-62                                                                                            | 1 1959-60                                                                           |
| 17.     | Joventut Badalona | 1 1993–94                                                                                            | 1 1991–92                                                                           |
| 18.     | Žalgiris          | 1 1998–99                                                                                            | 1 1985–86                                                                           |
| 19.     | Bosna             | 1 1978–79                                                                                            |                                                                                     |
| 20.     | Virtus Roma       | 1 1983–84                                                                                            |                                                                                     |
| 21.     | Partizan          | 1 1991–92                                                                                            |                                                                                     |
| 22.     | Limoges CSP       | 1 1992–93                                                                                            |                                                                                     |
| 23.     | Academik          | | 2 1958, 1958-59                                                                     |
| 24.     | Spartak ZJŠ Brno  | | 2 1963-64, 1967–68                                                                  |
| 25.     | Treviso           | | 2 1992-93, 2002–03                                                                  |
| 26.     | Baskonia          | | 2 2000–01, 2004–05                                                                  |
| 27.     | Slavia Praga      | | 1 1965-66                                                                           |
| 28.     | AEK Atena         | | 1 1997–98                                                                           |
| 29.     | Fortitudo Bologna | | 1 2003–04                                                                           |
| 30.     | Monaco            | | 1 2024–25                                                                           |

### După țară
| Poziție | Țara         | Campion                                                                           | Finalist                                                                                  |
| ------- | ------------ | --------------------------------------------------------------------------------- | ----------------------------------------------------------------------------------------- |
| 1.      | Spania       | 14 Real Madrid (11), Barcelona (2), Joventut Badalona (1)                         | 18 Real Madrid (9), Barcelona (6), Baskonia (2), Joventut Badalona (1)                    |
| 2.      | Italia       | 13 Varèse (5), Olimpia Milano (3), Virtus Bologna (2), Cantù (2), Virtus Roma (1) | 13 Varèse (5), Virtus Bologna (3), Olimpia Milano (2), Treviso (2), Fortitudo Bologna (1) |
| 3.      | Grecia       | 10 Panathinaikos (7), Olympiacos (3)                                              | 7 Olympiacos (5), AEK Atena (1), Panathinaikos (1)                                        |
| 4.      | URSS         | 8 ȚSKA Moscova (4), ASK Riga (3), Dinamo Tbilisi (1)                              | 6 ȚSKA Moscova (3), Dinamo Tbilisi (1), ASK Riga (1), Žalgiris (1)                        |
| 5.      | Iugoslavia   | 7 Split (3), Cibona (2), Bosna (1), Partizan (1)                                  | 1 Split (1)                                                                               |
| 6.      | Israel       | 6 Maccabi Tel Aviv (6)                                                            | 9 Maccabi Tel Aviv (9)                                                                    |
| 7.      | Rusia        | 4 ȚSKA Moscova (4)                                                                | 3 ȚSKA Moscova (3)                                                                        |
| 8.      | Turcia       | 4 Anadolu Efes (2), Fenerbahçe (2)                                                | 3 Fenerbahçe (2), Anadolu Efes (1)                                                        |
| 9.      | Franța       | 1 Limoges CSP (1)                                                                 | 1 Monaco (1)                                                                              |
| 10.     | Lituania     | 1 Žalgiris (1)                                                                    |                                                                                           |
| 11.     | Cehoslovacia |                                                                                   | 3 Spartak ZJŠ Brno (2), Slavia Praga (1)                                                  |
| 12.     | Bulgaria     |                                                                                   | 2 Academik (2)                                                                            |

## Lideri all-time
Începând cu sezonul 2000–01 (era Euroleague Basketball Company):
|              | Media            | Media | Acumulate            | Acumulate |
| ------------ | ---------------- | ----- | -------------------- | --------- |
| Puncte       | Alphonso Ford    | 22.22 | Juan Carlos Navarro  | 3,201     |
| Recuperări   | Joseph Blair     | 10.05 | Mirsad Türkcan       | 1,287     |
| Asisturi     | Omar Cook        | 5.12  | Dimitris Diamantidis | 978       |
| Intercepții  | Emanuel Ginóbili | 2.73  | Dimitris Diamantidis | 347       |
| Blocaje      | Stephane Lasme   | 1.63  | Fran Vázquez         | 198       |
| Rating Index | Anthony Parker   | 21.41 | Juan Carlos Navarro  | 3,049     |